# Флоридсдорф
Флоридсдорф је 21. округ града Беча.

## Историја
Први назив за ову данашњу територију Флоридсдорфа је био Am Spitz (На врху). У почетку је Флоридсдорф био насеље типично пољопривредног карактера, да би кроз индустријализацију веома ојачао, па је стога 8. маја 1894. Флоридсдорфу припојен Једлезе (Jedlesee) и Ној-Једлерсдорф (Neu-Jedlersdorf). Тако је настала „Општина Флоридсдорф“

## Дијелови округа
- Флоридсдорф (центар)
- Донауфелд (Donaufeld)
- Гросједлерсдорф (Großjedlersdorf)
- Једлезе (Jedlesee)
- Леополдау (Leopoldau)
- Штамерсдорф (Stammersdorf)
- Штреберсдорф (Strebersdorf)